# ويليام تي. برايس
ويليام تي. برايس هو قاضي ومحامي وسياسي أمريكي، ولد في 17 يونيو 1824 في مقاطعة هنتينغدون في الولايات المتحدة، وتوفي في 6 ديسمبر 1886 في بلاك ريفر فولز في الولايات المتحدة. نشط حزبياً في الحزب الجمهوري. وقد انتخب عضو جمعية ولاية ويسكونسن ‏ وانتخب عضو مجلس ولاية ويسكونسن ‏ وانتخب عضو مجلس النواب الأمريكي ‏.